# 59964 Pierremartin
59964 Pierremartin è un asteroide della fascia principale. Scoperto nel 1999, presenta un'orbita caratterizzata da un semiasse maggiore pari a 3,1306878 au e da un'eccentricità di 0,1510484, inclinata di 6,90463° rispetto all'eclittica.